# Hajnal Tibor
Hajnal Tibor (Miskolc, 1899. január 28. – Gyöngyös, 1963. augusztus 19.) orvos, tüdőgyógyász.

## Életpályája
Hajnal (Handler) Mór (1864–1943) államvasúti hivatalnok és Neumann Ráchel (1872–1954) fiaként született zsidó családban. A Kőbányai Magyar Királyi Állami Főgimnáziumban érettségizett (1917). Tanulmányait a budapesti Pázmány Péter Tudományegyetem Orvostudományi Karán folytatta, ahol 1924. november 22-én avatták orvosdoktorrá. 1924–1925-ben a budapesti Apponyi Albert Poliklinika és a Mária utcai Szemklinika gyakornoka volt. 1925 és 1929 között a budakeszi Erzsébet Királyné Szanatórium segédorvosaként dolgozott. 1929-ben belgyógyász és tüdőgyógyász szakvizsgát tett. 1925 és 1932 között a budakeszi Erdei Szanatórium és Tüdőbeteggyógyító Intézet intézetvezető főorvosa és a Szent János Kórház Gyermekosztályának szakorvosa, 1932 és 1950 között a budakeszi Tábor Tüdőbeteggyógyintézet intézetvezető főorvosa volt. 1937-ben gümőkóros szakorvosi vizsgát tett. 1945 és 1963 között a budapesti III. kerületi Tüdőbeteggondozó Intézet alapító intézetvezető főorvosa. A tbc járványtanával, a tüdőbetegek rehabilitációjával, a tüdőbetegségekben fellépő vérzések gyógyításával foglalkozott. Halálát agyi értrombózis és szívelégtelenség okozta.
Felesége Stern Ibolya (1901–1967) volt, Stern Hugó és Brück Mária lánya, akivel 1934. július 14-én Budapesten kötött házasságot. Gyermekük nem született.
A Farkasréti temetőben helyezték végső nyugalomra.

## Művei
- Összehasonlító vizsgálatok a konyhasó, a kalcium és a gelatina véralvadást befolyásoló hatásáról. (Therapia, 1926)
- A tüdősebész és a belorvos kollaborációja. (Népegészségügy, 1947)
- Vizsgálatok gyermekkori tüdőgümőkórban, különös tekintettel a Mantoux- pozitív, röntgen negatív gyermekek fertőzőképességére, tüdőbeteggondozói anyagon. Többekkel. (A tuberkulózis kérdései, 1949)
- A pleurával kapcsolatos élettani és kórtani vizsgálatok. (Orvosi Hetilap, 1949. 15.)
- A tuberkulin pozitív gyermekekkel kapcsolatos góckutatás tanulsága Budapest Főváros III. kerületében. (Orvosi Hetilap, 1950. 5.)
- A köpetvizsgálatok jelentősége a gümőkór járványtanában. (Orvosi Hetilap, 1952. 50.)
- A kiskorú gyermek, mint diagnosztikai próba az idült tüdőmegbetegedések differenciáldiagnosztikájában. G. Nagy Ágnessel. (Orvosi Hetilap, 1953. 25.)
- Az antituberkulotikumok – ANT – járványtani jelentősége. (A tuberkulózis kérdései, 1954)
- Epidemiológiai térkép vezetésének jelentősége a gümőkór járványtanában. (Népegészségügy, 1955)
- Tudományos kutatómunka a TBC-gondozókban. (Tuberkulózis, 1958)
- Az időfaktor szerepe a tüdőgümőkór elleni küzdelemben. – A tuberkulózis felszámolásának elméleti alapjai és gyakorlati útja. (Tuberkulózis, 1959)
- Emlékeim Bartók Béláról. (Orvosi Hetilap, 1960)